# Bambuparque
 (avril 2015).
 (avril 2015).

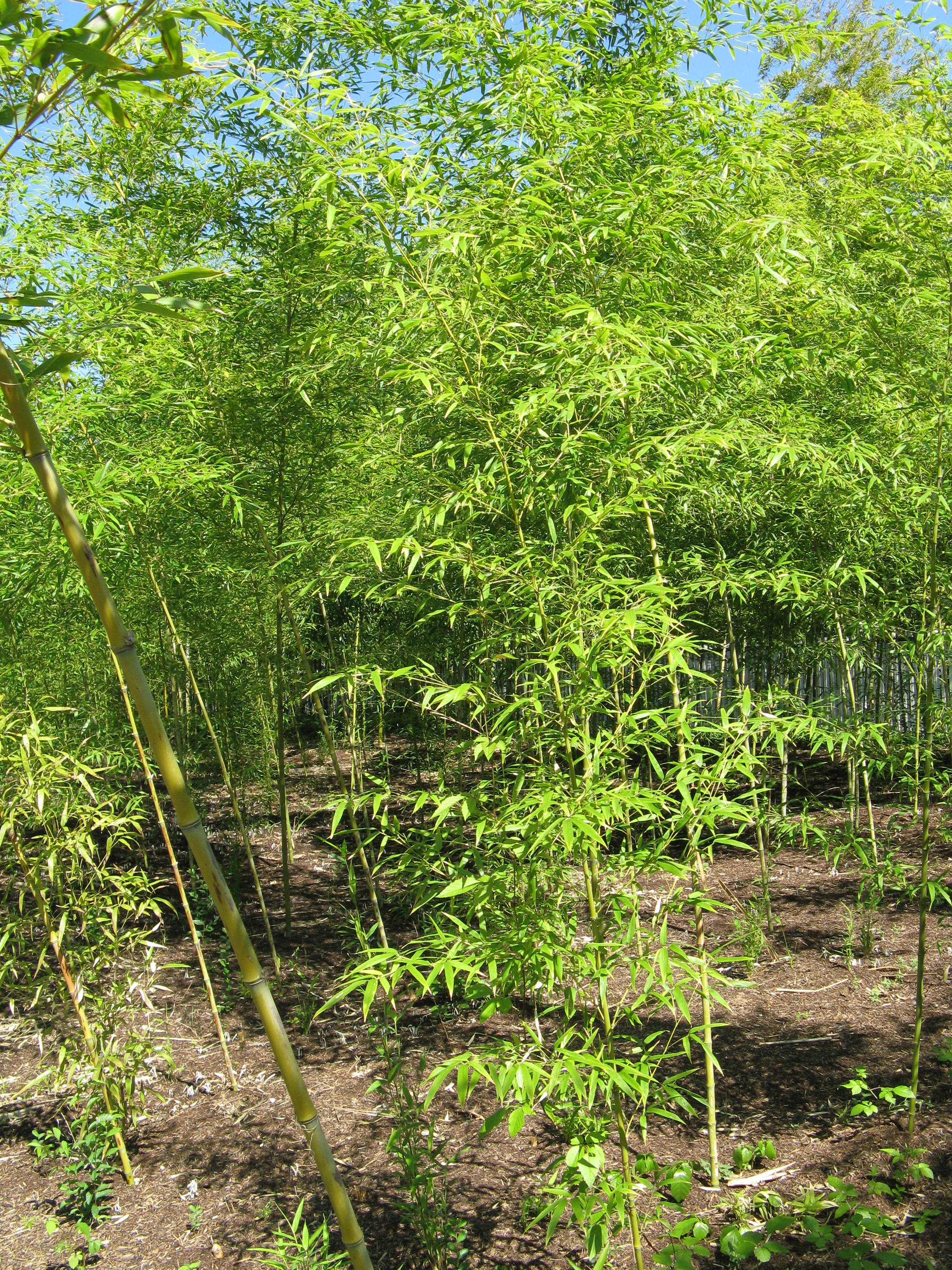
Bambou Phyllostachys aurea.

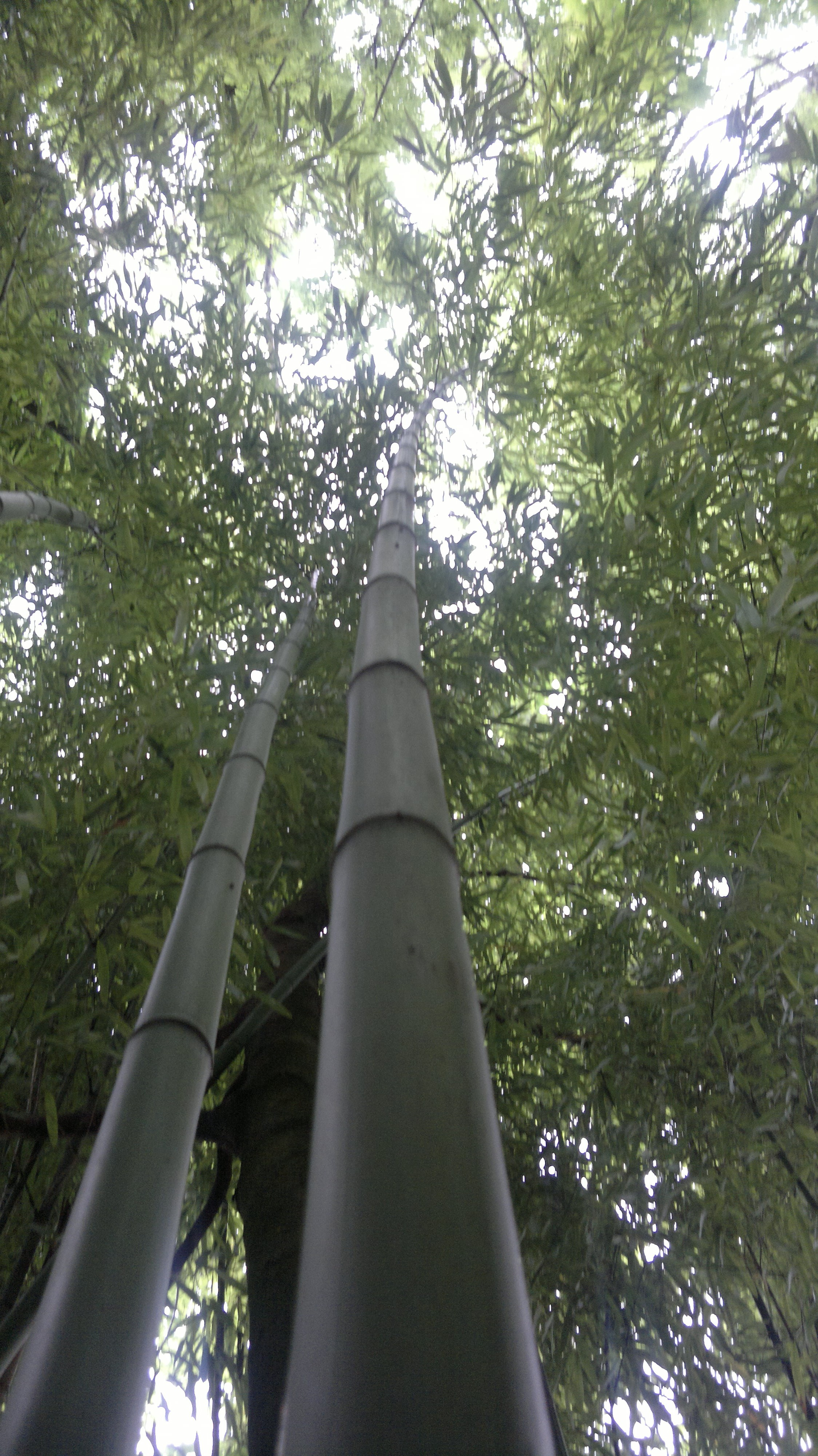
Phyllostachys viridiglaucescens.

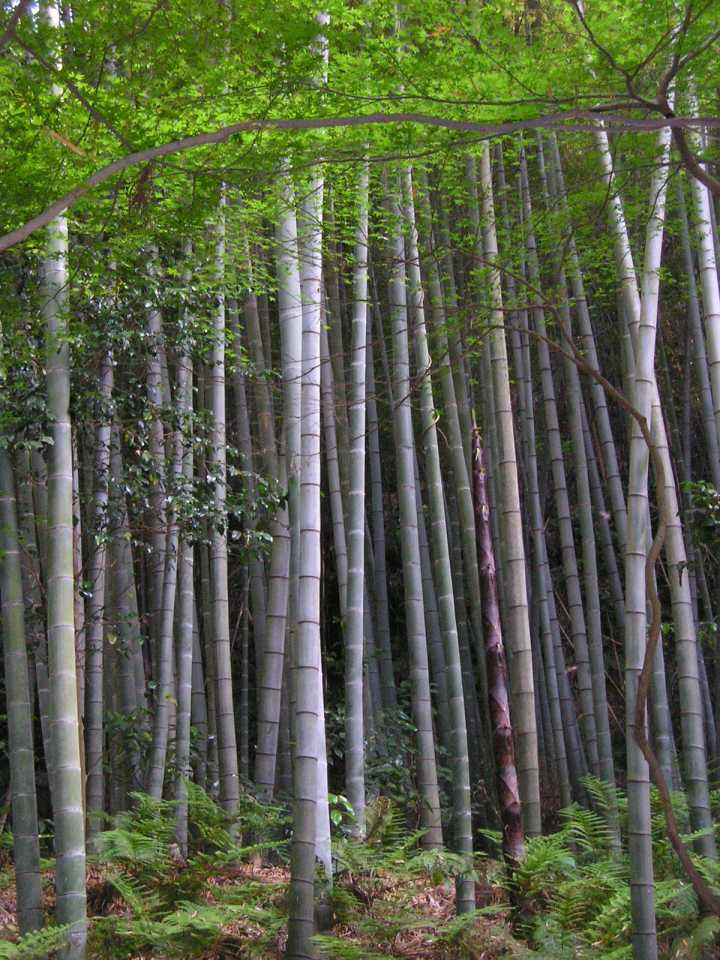
Bambous Moso.

Bambuparque est une société de pépinières située à São Teotónio au sud du Portugal
Elle produit des bambous de haute qualité, en étant présent sur le marché depuis 1990 produisant actuellement 75 % de bambou de climat tempéré et 25 % de bambou de climat tropical.
Principalement de Phyllostachys, comme les Phyllostachys aurea, Phyllostachys bissetii, Phyllostachys edulis, Phyllostachys nigra, Phyllostachys violascens, Phyllostachys viridiglaucescens, etc. ('liste' non exhaustive ...)
Bambuparque est devenu le plus important parc de culture de bambous en Europe et peut-être du monde, compte tenu du volume de bambous qui sont traités[réf. nécessaire].